# Víctor Luna
Víctor Emilio Luna (Medellín, 27 oktober 1959 – aldaar, 28 januari 2024) was een profvoetballer uit Colombia, die als verdediger onder meer speelde voor Deportivo Pereira en América de Cali. Hij stapte naderhand het trainersvak in.

## Interlandcarrière
Luna speelde 21 interlands voor Colombiaans voetbalelftal in de periode 1983-1985. Hij nam met zijn vaderland deel aan de strijd om de Copa América 1983. Luna maakte zijn debuut op 14 juli 1983 in de vriendschappelijke wedstrijd tegen Chili (2-2) in Bogota, net als Nolberto Molina.

## Erelijst
Atlético Nacional
- Copa Mustang

1981
 América de Cali
- Copa Mustang

1986